# Jan Kamiński (dywersant)
Jan Kamiński ps. Koc, Małachowski (ur. 1907 lub 1917 w Żytynie, zm. 9 marca 1944 w Boratynie) – piekarz, kapral Wojska Polskiego, konspirator ZWZ-AK, radziecki dywersant, prawa ręka agenta Nikołaja Kuzniecowa.

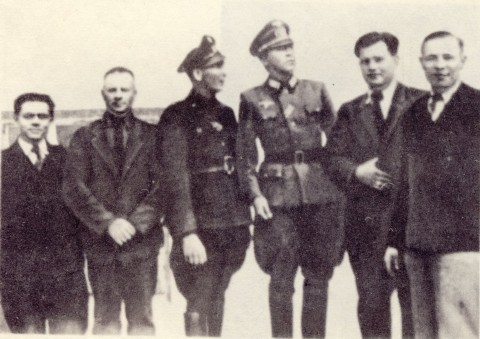
Od prawej: Iwan Prichodko, Jan Kamiński i Nikołaj Kuzniecow

## Życiorys
Syn Stanisława. Zarówno przed wojną jak i w trakcie okupacji pracował w Równem jako piekarz. Walczył jako podoficer w wojnie obronnej, następnie należał do Związku Walki Zbrojnej (od 1942 Armia Krajowa). Na skutek rozbicia lokalnych struktur polskiego podziemia Kamiński wstąpił do radzieckiego oddziału partyzanckiego „Zwycięzcy” ppłk Dmitrija Miedwiediewa ps. „Dima”. Pozostał jednak w Równem, gdzie prowadził dla Sowietów działalność wywiadowczą rozpracowując lokalne struktury okupanta oraz organizował lokale konspiracyjne. 
Wszedł w skład rówieńskiej grupy wywiadowczo-dywersyjnej (podległej oddziałowi „Zwycięzcy”), którą dowodził st. lejt. Nikołaj Kuzniecow (znany także jako Nikołaj Graczow) ps. „Puch” podszywający się pod oficera Wehrmachtu por. Paula Sieberta. Kamiński brał udział w akcjach dokonywanych przez Kuzniecowa, min. w zabójstwach gen. Ilgena oraz dr Bauera, także udając niemieckiego żołnierza. Z czasem Jan Kamiński został zastępcą „Pucha”.
W lutym 1944, po dekonspiracji, Kuzniecow podjął decyzję o przejściu frontu wraz z obecnymi przy nim Kamińskim i Iwanem Biełowem. Na początku marca trójka dywersantów została zatrzymana przez UPA. Między stronami wywiązała się strzelanina, w której poległ Jan Kamiński i Biełow. Nikołaj Kuzniecow rozerwał się granatem.

## Odznaczenia
- Order Lenina – 26 grudnia 1943